# Elezioni parlamentari in Finlandia del 1919
Le elezioni parlamentari in Finlandia del 1919 si tennero il 1º marzo per il rinnovo dell'Eduskunta, divenuta poco rappresentativa in seguito ai numerosi e radicali sconvolgimenti politici degli ultimi due anni.

## Risultati
| Liste                                | Voti    | %     | Seggi | Differenza | Differenza | Differenza |
| Liste                                | Voti    | %     | Seggi | Voti       | %          | Seggi      |
| ------------------------------------ | ------- | ----- | ----- | ---------- | ---------- | ---------- |
| Partito Socialdemocratico Finlandese | 365.046 | 37,98 | 80    | -79.624    | -6,8       | -12        |
| Lega Agraria                         | 189.297 | 19,70 | 42    | +66.397    | +7,3       | +16        |
| Partito di Coalizione Nazionale      | 151.018 | 15,71 | 28    | –          | –          | –          |
| Partito Progressista Nazionale       | 123.090 | 12,81 | 26    | –          | –          | –          |
| Partito Popolare Svedese             | 116.582 | 12,13 | 22    | +8.392     | +1,2       | +1         |
| Unione Operaia Cristiana Finlandese  | 14.718  | 1,53  | 2     | -771       | –          | +2         |
| Altri                                | 1.350   | 0,14  | –     | -647       | -0,1       | –          |
| Totale                               | 961.101 |       | 200   | -31.661    |            |            |